# Islam en Australie
L'islam en Australie est une appartenance religieuse minoritaire. Selon un recensement effectué en 2011, 476 291 personnes, soit 2,2% de la population australienne, sont des musulmans. Ce qui fait de l'islam le quatrième plus grand groupe religieux en Australie, après toutes les formes de christianisme (61,1%), d'irréligion (22,9%), et de bouddhisme (2,5%). Les démographes attribuent une dynamique de croissance de la communauté musulmane au cours de la période de recensement la plus récente par un taux de natalité relativement élevé, et des modèles d'immigration récents,. Les adeptes de l'islam représentent la majorité de la population des Îles Cocos. La grande majorité des musulmans en Australie appartient au courant sunnite, avec des minorités chiites et soufis importantes.